# تامارا هوروویتز

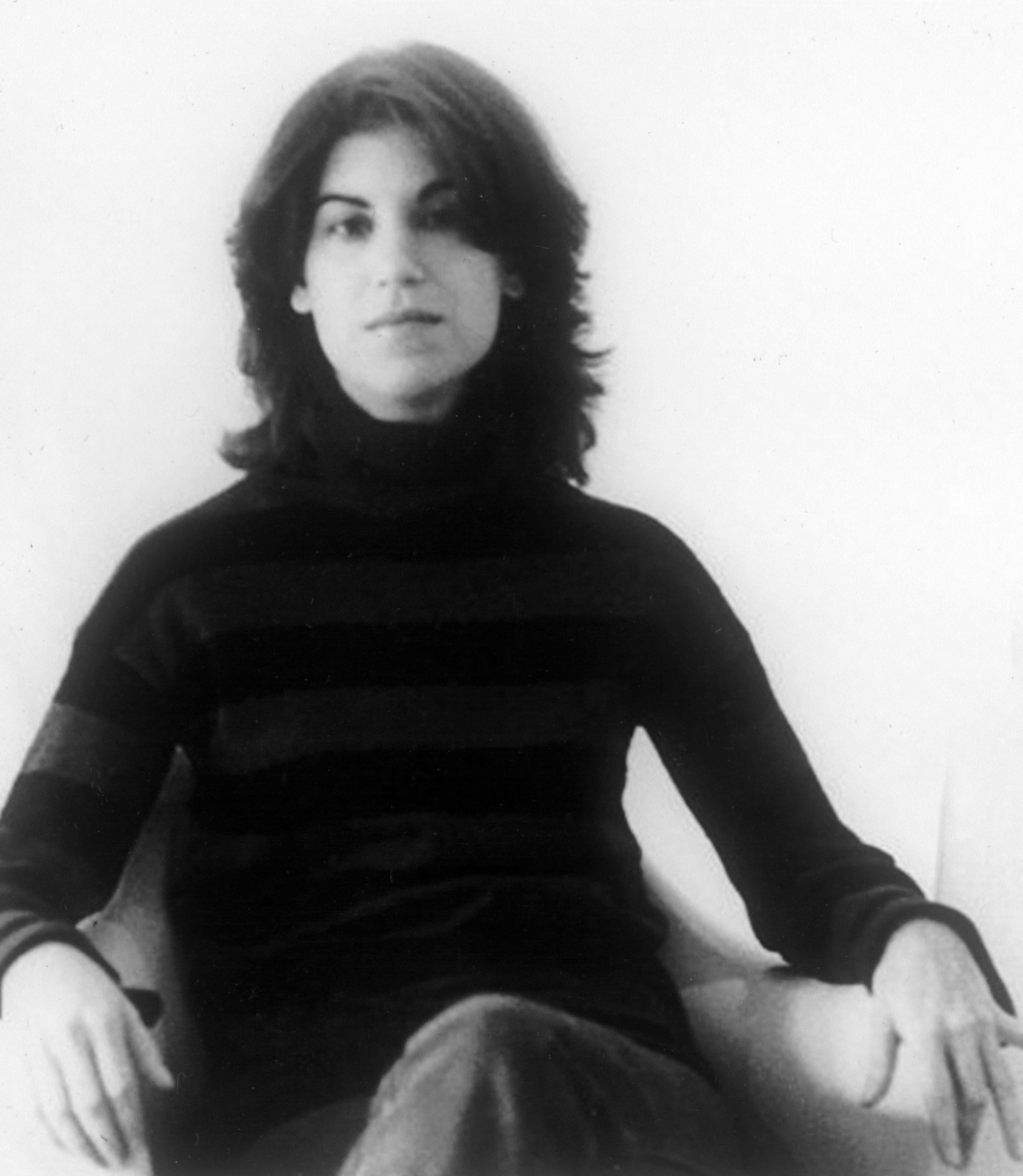
تامارا هوروویتز در اوایل کارش

تامارا هوروویتز (۷ نوامبر ۱۹۵۰–۳۰ ژانویه ۲۰۰۰) فیلسوف آمریکایی بود که روی معرفت‌شناسی، فلسفه فمینیستی و فلسفه علم کار می‌کرد. او بیشتر دوران حرفه‌ای خود را در دانشگاه پیتسبورگ گذراند و در سپتامبر ۱۹۹۹ به ریاست دپارتمان فلسفه در آنجا منصوب شد، اما چند ماه بعد درگذشت.

## زندگی و حرفه
هوروویتز در ۷ نوامبر ۱۹۵۰ در بروکلین، نیویورک، از یک مادر شاعر و کلاژیست و یک پدر کارگردان و نویسنده به دنیا آمد. در سن ۱۵ سالگی و با وجود فعالیت‌هایش علیه جنگ ویتنام، به او بورسیه تحصیلی برای تحصیل ریاضیات در دانشگاه شیکاگو پیشنهاد شد. او برای لیسانس در این دانشگاه تحصیل کرد، وی توسط الیزابت آنسکوم آموزش یافت و در سال ۱۹۷۱ فارغ‌التحصیل شد. او سپس به تحصیل در رشته فلسفه در موسسه فناوری ماساچوست (MIT) پرداخت و اولین زنی بود که پس از فارغ‌التحصیلی در سال ۱۹۷۶ دکترای فلسفه را از این دانشگاه دریافت کرد، و همچنین اولین زنی بود که مدرک دکترا از گروه زبان‌شناسی و فلسفه MIT دریافت کرد. در اواسط بیست سالگی، او به مدت دو سال به آینه نگاه نکرد. اگرچه در ابتدا این کار به عنوان بخشی از زیر سؤال بردن دلبستگی به ظاهر انجام می‌شد، اما او را به این باور رساند که احساس خود را می‌توان از طریق تمرکز بر ظاهر فیزیکی تحریف کرد.
پس از دکترای خود، هوروویتز از سال ۱۹۷۷ تا ۱۹۷۸ به عنوان دانشجوی فوق دکتری اندرو ملون به دانشگاه پیتسبورگ (پیت) رف، پس از آن در کالج واسار (استادیاری فلسفه ۱۹۷۴–۱۹۷۸)، دانشگاه نیویورک (استادیار فلسفه، ۸۳–۱۹۷۸) و کالج ایالتی خرید، دانشگاه ایالتی نیویورک (استاد مدعو فلسفه، ۴–۱۹۸۳) به تدریس پرداخت. او در سال ۱۹۸۵ به عنوان استادیار مدعو به پیتسبورگ بازگشت. در همان سال، او «حقیقت پیشین» را در مجله فلسفه منتشر کرد، این مقاله در جلد هشتم از سالانه فیلسوفان به عنوان یکی از بهترین مقالات فلسفی سال گنجانده شد. او سال بعد استادیار دانشکده پیت شد. او (با جرالد جی. ماسی) مجموعه ای از ۲۱ مقاله را که از کنفرانسی در پیت در مورد فلسفه علم به دست آمد، تدوین کرد. این مجموعه نوشتارها توسط رومن و لیتلفیلد به عنوان آزمایش‌های فکری در علم و فلسفه در سال ۱۹۹۱ منتشر شد وی در سال ۱۳۷۲ به سمت دانشیاری فلسفه و دانشیاری مطالعات زنان ارتقا یافت و همچنین به عنوان دانشیار مرکز فلسفه علم دانشگاه منصوب شد.
چند سال بعد، هوروویتز به ریاست دپارتمان فلسفه پیت منصوب شد و در ۱ سپتامبر ۱۹۹۹ این نقش را بر عهده گرفت. با این حال، او در اواخر همان ماه دچار تومور مغزی شد و در ۳۰ ژانویه ۲۰۰۰ در خانه اش در شیدی‌ساید پیتسبرگ درگذشت. او با جوزف کمپ، فیلسوف، ازدواج کرد و دو پسر خوانده به نام‌های جان و دیوید کمپ داشت.

سخنرانی به یاد هوروویتز توسط الکساندر نهاماس به نام «جایگاه زیبایی و نقش ارزش در دنیای هنر» - در فصلنامه انتقادی در سال ۲۰۰۰ منتشر شد کالین مک کیب در سرمقاله ای برای این شماره هوروویتز را فردی توصیف کرد که:
هیچ زمان پرمدعا نبود. دغدغه او همیشه بحث و مناظره و بسط دانش بشری بود. . . . [او] منطق دانی درجه یک بود که به پروژه رهایی اجتماعی نیز متعهد بود.
او توضیح داد که چگونه هوروویتز کار خود را در سنت پوزیتیویسم منطقی بنا کرد و قصد داشت پس از تکمیل کارش در مورد پارادوکس‌های اعتقادی، که در زندگی‌اش بر آن تمرکز کرده بود، به کار بر روی میراث سوسیالیستی حلقه وین بازگردد. کتابی از آثار هوروویتز، معرفت‌شناسی دانش پیشینی، در سال ۲۰۰۶ منتشر شد. این کتاب توسط همسرش، جوزف کمپ، ویرایش شده‌است.

## برگزیده کتابشناسی
بیشتر کارهای هوروویتز یا به معرفت‌شناسی دانش پیشینی یا فلسفه فمینیستی مربوط می‌شد. آثار او عبارتند از:
- هوروویتز، تامارا (۱۹۸۳). «شرط و امتیاز معرفتی». مطالعات فلسفی 44 (3): 305-18.doi:10.1007/BF00353538
- Horrowitz, Tamara (1985). "A Priori Truth". The Journal of Philosophy. 82 (5): 225–39. doi:10.2307/2026489. JSTOR 2026489.
- 9780847677061Horowitz, Tamara; Massey, Gerald J. Massey, eds. (1991). Thought Experiments in Science and Philosophy. Lanham, MD: Rowman & Littlefield. ISBN 978-0-8476-7706-1.
- Horowitz, Tamara, and Allen I. Janis, eds. (1993). شکست علمی Lanham, MD: Rowman & Littlefield.
- Horowitz, Tamara (1998). "Philosophical Intuitions and Psychological Theory". Ethics. 108 (2): 367–85. doi:10.1086/233809. S2CID 170781977.
- Horowitz, Tamara (2006). The Epistemology of A Priori Knowledge. Oxford: Oxford University Press.